# Sooka
Sooka is een bestuurslaag in het regentschap Pacitan van de provincie Oost-Java, Indonesië. Sooka telt 2079 inwoners (volkstelling 2010).